# Вернер фон Щойслинген (Мюнстер)
Вернер фон Щойслинген (на немски: Wernher von Steusslingen; † 1 декември 1151) е епископ на Мюнстер от 1132 до смъртта си.

## Произход и управление
Произлиза от рицарския род Щойслинген в Швабия. Той е син на Аделберо фон Щойслинген († сл. 1056) и Юдит († сл. 1107). Внук е на Валтер фон Щойслинген. Брат е на Валтер I фон Арнщайн († 16 февруари 1126). Племенник е на Свети Анно II († 1075), архиепископ на Кьолн (1056 – 1075), и на Вернер (Вецило) фон Щойслинген († 1078), архиепископ на Магдебург.
Вернер е провост на Св. Бонифац в Халберщат и е избран за епископ на Мюнстер. Приятел е на Норберт Ксантенски и през 1136 г. основава дамския манастир в Азбек. През 1147 г. той участва в кръстоносния поход против вендите.
Умира на 1 декември 1151 г. и е погребан в Капенберг.